# شهرستان هلیفکس (کارولینای شمالی)
شهرستان هالیفکس، کارولینای شمالی (به انگلیسی: Halifax County, North Carolina) یک سکونتگاه مسکونی در ایالات متحده آمریکا است که در کارولینای شمالی واقع شده‌است.

## خصوصیات
شهرستان هالیفکس ۱٬۸۹۳٫۲۹ کیلومترمربع مساحت دارد.